# Схеперкамп, Мерейн
Мерейн Схеперкамп (нидерл. Merijn Scheperkamp; род. 6 марта 2000 года, Хилверсюм Нидерланды) — голландский конькобежец. Участник зимних Олимпийских игр 2022 года серебряный и бронзовый призёр чемпионата мира, 2-кратный чемпион Европы, чемпион Нидерландов на 500 м.

## Биография
Мерейн Схеперкамп родился в семье конькобежцев. Мать Энгельен каталась на Эльфстедентохте и в студенческие годы участвовала в отборе треков Эйндховена, его отец Марсель был в команде "Jong Oranje" вместе с Хейном Вергером и Хилбертом ван дер Дёймом, а сейчас является менеджером по дисциплине катания на роликовых коньках в Ассоциации конькобежцев KNSB. Мерейн начал заниматься конькобежным спортом в возрасте 9-ти лет в Ассоциации конькобежного спорта и катания на роликовых коньках "SV Zeist"в Утрехте, пойдя за своей старшей сестрой Пол.
С сезона 2009/10 участвовал в клубных соревнованиях, а с 2012 по 2019 год выступал ещё и в марафонских соревнованиях Нидерландов. В 2018 году Схеперкамп   участвовал в 3-х летних юношеских Олимпийских играх в Буэнос-Айресе в качестве роликобежца в комбинированном забеге и выиграл бронзовую медаль. В сезоне 2018/19 он выиграл чемпионат Нидерландов среди юниоров  в многоборье, занял 2-е место в комбинации спринта и стартовал на юниорском Кубке мира.
В январе 2019 года дебютировал на юниорском чемпионате мира, где занял с партнёрами 1-е место в командном спринте, 2-е в масс-старте и 3-е в командной гонке. В сезоне 2019/20 Мерейн стал выступать за команду Жака Ори "Jumbo-Visma", заключив контракт до 2024 года. В сезоне 2020/21 впервые участвовал на Кубке мира в дивизионе "В", где занял 2-е место на дистанции 500 м. В декабре 2021 года в олимпийском отборе он неожиданно занял 1-е место в забеге на 500 м и прошёл квалификацию на игры 2022 года.
В январе 2022 года на дебютном чемпионате Европы в Херенвене Схеперкамп выиграл золотую медаль в командном спринте и серебряную в забеге на 500 м. На зимних Олимпийских играх в Пекине на дистанции 500 м занял 12-е место, а в марте на чемпионате мира на отдельных дистанциях в Хамаре завоевал бронзу в командном спринте.
В сезоне 2022/23 на Кубке мира он впервые попал на подиум, заняв 3-е место в беге на 500 м, дважды 2-е и один раз 3-е место в командном спринте. На чемпионате Нидерландов выиграл 500-метровку и стал 2-м в комбинации спринта, следом на чемпионате Европы в Хамаре впервые завоевал золотую медаль в комбинации спринта. На чемпионате мира на отдельных дистанциях в Херенвене выиграл серебряную медаль в командном спринте и занял 5-е место в беге на 500 м.

## Личная жизнь
Мерейн Схеперкамп в 2017 году окончил колледж Коменского в области природы и технологии в Хилверсюме, а с 2018 года обучается в Университет прикладных наук Ван Холла Ларенштейна в Леувардене на факультете биомедицинских наук.